# モルフォゲン
モルフォゲン（英語：morphogen）は発生、変態、再生の際に局在する発生源から濃度勾配を持って発せられ、形態形成を支配する物質である。発生源の近くの組織で高濃度に達したり、時には長く持続したりして空間的情報を与える。モルフォジェンとも呼ばれる。

## 概要
最も研究されているモルフォゲンのいくつかは、ショウジョウバエの初期胚のそれである。ショウジョウバエは通常、初めの13回の核分裂をシンシチウム（合胞体）として、各々の核への細胞膜の形成に先駆ける。基本的に14回目の分裂まで、胚は1つの細胞に8000の核が外側の膜の近くへ均等に置かれ、独立した膜がそれぞれの核を覆って独立した細胞を作る。その結果、BicoidやHunchbackといったハエ胚の転写因子がモルフォゲンとして働くことが可能となる。なぜなら、これらは特化した細胞内シグナル系に頼らずとも滑らかな濃度勾配を作ることで、核の間を拡散することが自由であるからである。しかし、ホメオボックス転写因子が直接細胞膜を通り抜けることができる証拠がある。この機構は、細胞膜形成したシステム内の形態形成に大きく関与しているとは一般に信じられていない。
ヒト胚やその後のショウジョウバエ胚といったほとんどの発生系で、シンシチウムは（骨格筋のように）まれであり、モルフォゲンは一般的に分泌されたシグナルタンパク質である。これらのタンパク質は膜貫通受容体タンパク質の細胞外ドメインに結合し、シグナル伝達の産生過程をモルフォゲンのレベルを核へ通信するために使用する。
Decapentaplegic、Hedgehog、Wingless、Notch、上皮増殖因子、繊維芽細胞増殖因子といった少数の相同性のタンパク質は、多くの種でよく知られたモルフォゲンである。
モルフォゲンは化学的ではなく概念的に定義されるものであり、レチノイン酸のような単純な化学物質がたびたびモルフォゲンとして作用する。